# Pagara texana
Pagara texana là một loài bướm đêm thuộc phân họ Arctiinae, họ Erebidae.